# Il buono, il cattivo e Braccobaldo
Il buono, il cattivo e Braccobaldo (The Good, the Bad, and Huckleberry Hound) è un film d'animazione statunitense di genere western del 1988 prodotto da Hanna-Barbera. È la parodia dei vari film western e il titolo è ispirato al film Il buono, il brutto, il cattivo del 1966.
È l'ultima volta che Daws Butler doppia Braccobaldo Bau, Ernesto Sparalesto, Baba Looey, Svicolone, Ugo Lupo e Pippopotamo morì per attacco cardiaco il 18 maggio 1988, tre giorni dopo l'uscita del film mentre l'ultimo doppiaggio è stato l'Orso Yoghi nel film Yoghi e l'invasione degli orsi spaziali.
Il film è il sesto capitolo della serie Hanna-Barbera Superstars 10, composta da dieci film di novanta minuti l'uno prodotta nel 1987 e 1988.

## Trama
(Introduzione del film)
California, 1849. Il misterioso sconosciuto dagli occhi di ghiaccio e di poche parole, nonché Braccobaldo giunge nel selvaggio West durante la corsa all'oro. Qui si dirige in una piccola cittadina che è minacciata dai quattro fratelli che compongono la banda Dalton. I Dalton rapinano qualsiasi cosa, tuttavia il loro furto principale é rubare la pepita d'oro di Braccobaldo che ha portato con sé e ha fatto depositare nella banca di Ernesto Sparalesto.

## Camei
Nel film hanno fatto un cameo i personaggi Pippopotamo, Snooper, Muttley, Tatino e Magilla Gorilla e il signor Peebles

## Doppiatori
| Personaggio                      | Doppiatore originale | Doppiatore italiano |
| -------------------------------- | -------------------- | ------------------- |
| Braccobaldo Bau                  | Daws Butler          | Elio Pandolfi       |
| Ernesto Sparalesto               | Daws Butler          | Oliviero Dinelli    |
| Orso Yoghi                       | Daws Butler          | Gino Pagnani        |
| Svicolone                        | Daws Butler          | Willy Moser         |
| Speedy Gonzales (Babalui)        | Daws Butler          | Massimo Corizza     |
| Lupo de' Lupis Ugo Lupo          | Daws Butler          | Lino Troisi         |
| Pippopotamo                      | Daws Butler          | ?                   |
| Bubu                             | Don Messick          | Sandro Pellegrini   |
| Narratore                        | Don Messick          | Michele Kalamera    |
| Stinky Dalton                    | Michael Bell         | Angelo Nicotra      |
| Bailiff                          | Michael Bell         | ?                   |
| Laughing Donkey                  | Michael Bell         | ?                   |
| Longhorn Steer                   | Michael Bell         | ?                   |
| Annunciatore della stazione      | Michael Bell         | ?                   |
| Red Eye the Bartender            | Pat Buttram          | ?                   |
| Finky Dalton                     | Pat Fraley           | Stefano Mondini     |
| Il ragazzo autobiografo          | Pat Fraley           | ?                   |
| Bambino                          | Pat Fraley           | Monica Ward         |
| Ragazzo                          | Pat Fraley           | ?                   |
| Rooster                          | Pat Fraley           | ?                   |
| Magilla Gorilla                  | Allan Melvin         | Renato Montanari    |
| Dinky Dalton                     | Allan Melvin         | ?                   |
| Devil                            | Allan Melvin         | ?                   |
| Annunciatore del gioco           | Allan Melvin         | ?                   |
| Narratore di Spooky Movie        | Allan Melvin         | ?                   |
| Pinky Dalton                     | Charlie Adler        | Saverio Moriones    |
| Maiale                           | Charlie Adler        | ?                   |
| Annunciatore TV della Bit-2 News | Charlie Adler        | ?                   |
| Signor Peebles                   | Howard Morris        | ?                   |
| Chuckling Chipmunk               | Howard Morris        | ?                   |
| Goccio Di Whisky                 | Howard Morris        | Vittorio Battarra   |
| Dentista                         | Howard Morris        | ?                   |
| Governatore                      | Howard Morris        | ?                   |
| Fotografo                        | Howard Morris        | ?                   |
| Chieffler                        | B. J. Ward           |                     |
| Fiore del deserto                | B. J. Ward           | ?                   |
| Anziana signora                  | B. J. Ward           | ?                   |
| Ragazza                          | B. J. Ward           | ?                   |
| Rusty Nails                      | B. J. Ward           | ?                   |
| Bob                              | Frank Welker         | Paolo Buglioni      |
| Capo                             | Frank Welker         | Sandro Sardone      |
| Giudice Cornelio Tremarella      | Frank Welker         | Toni Orlandi        |
| Mission Control                  | Frank Welker         | ?                   |
| Annunciatore della corsa         | Frank Welker         | ?                   |
| Voci varie                       | Charlie Adler        | ?                   |